# حساسية الثوم

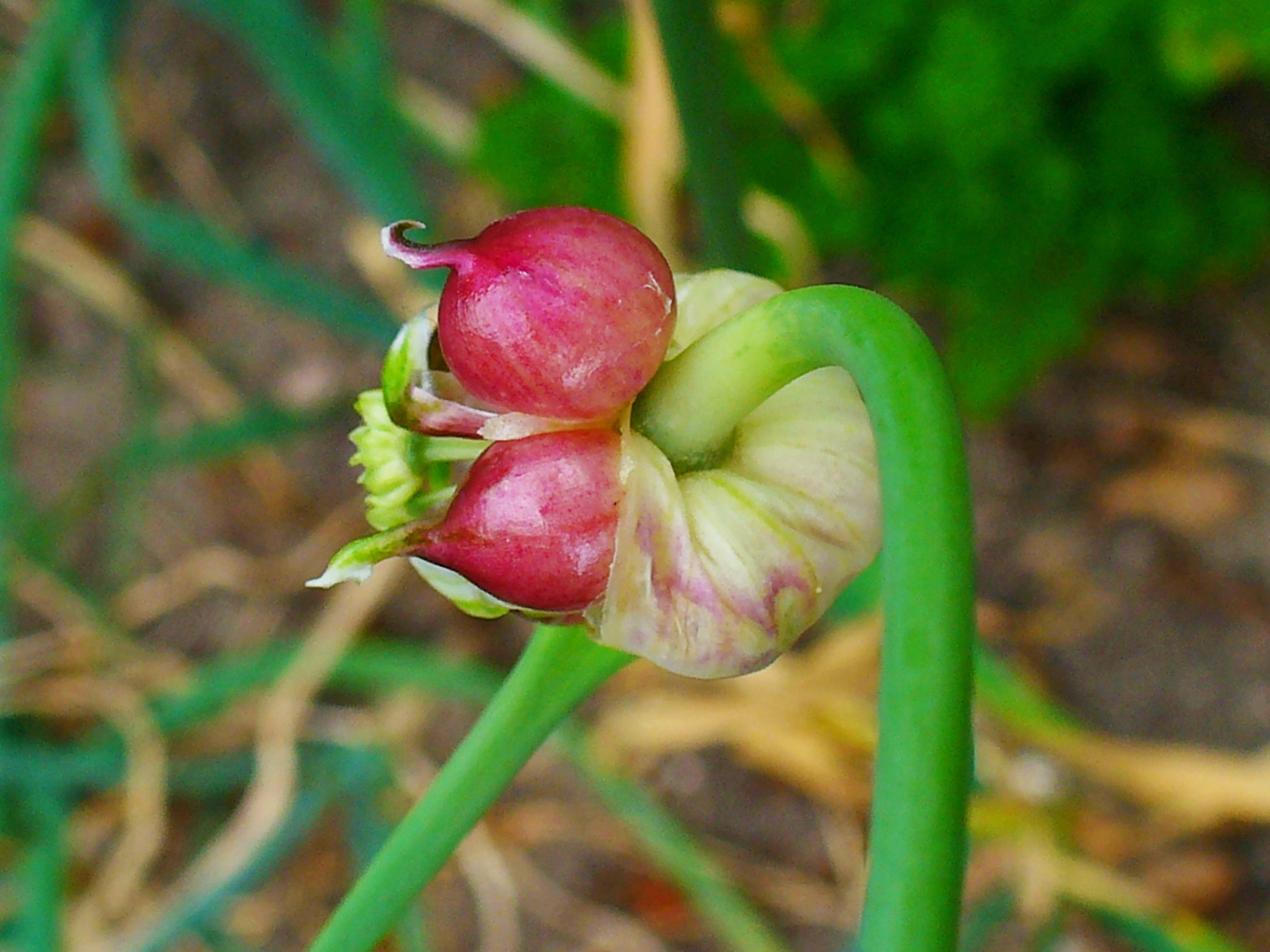
بصلات الثوم

حساسية الثوم أو التهاب الجلد التماسي التحسسي لـلثوم، هي إحدى حالات التهابات الجلد الشائعة وتحدث نتيجة لمس زيت الثوم أو غباره. ويظهر مفعوله بطريقة كبيرة مع الأشخاص الذين يتعاملون مع الثوم الطازج، مثل الطباخين، وتوجد في أطراف الإبهام والسبابة والوسطى لليد (التي يتم استعمالها في الغالب في التعامل مع بصلات الثوم أثناء الجني). يظهر في الأصابع المتضررة نوع متماثل من الشقوق بجانب التصلب وتقشر طبقات الجلد الخارجية، التي قد تتطور إلى حرق من الدرجة الثانية أو الثالثة للجلد المصاب.
تشبه التهابات الجلد التي يسببها الثوم التهابات الجلد التوليب ويتسبب فيها أفعال ميكانيكية وكيميائية. بينما تنشط الآلية السابقة عن طريق فرك الجلد الذي يتطور لأضرار، ويعد السبب الرئيس لما سبق ثاني كبريتيد ثنائي الآليل (DADS)، بجانب التركيبات المتعلقة بثاني كبريتيد بروبيل الأليل والأليسين. تحدث هذه التفاعلات الكيميائية في زيوت النباتات من جنس الثوم، بما في ذلك، الثوم، والبصل، والكراث. يشمل العلاج تجنب تلامس زيت الثوم أو روائحه، بجانب تناول الأدوية، مثل الدوام على متابعة الأسيترين (25 25 مليجرام في اليوم عن طريق الفم) أو الالتزام بالسورالين والأشعة فوق البنفسجية لمنطقة الجلد المصابة لمدة 12 أسبوعًا (بما يسمى بعلاج البهاق بفيتامين د3 والأشعة فوق البنفسجية).